# شين ريتي
عملت ريتي كطبيبة .   لمدة سبع سنوات وثلاث فترات متتالية شغل منصب عضو في مجلس الصحة .  وفي حفل التكريم للعام الجديد 2006 حصلت على وسام خدمة الملكة للخدمات العامة. 